# Södra Åsums kyrka
Södra Åsums kyrka är en kyrkobyggnad i Södra Åsums socken i norra utkanten av Sjöbo tätort. Den tillhör Sjöbo församling i Lunds stift.

## Kyrkobyggnaden
Kyrkan ersatte Södra Åsums gamla kyrka som ligger cirka 500 meter norrut. Den ritades av arkitekt August Lindvall och invigdes på Jungfru Marie bebådelsedag 1902. Den är uppförd i nygotisk stil. Byggmaterialet består av tegel på en grund av gråstensblock. De kraftiga stenpelarna är brutna ur ett och samma stenblock från trakten. Kyrktornet finns placerat i öster, och inte som brukligt i väster. Den troligaste anledningen är tornets tyngd i kombination med grundförhållandena.

## Inventarier
- Från den gamla kyrkan hämtades kyrkklockan gjuten på 1300-talet.
- Även dopfunten kom från gamla kyrkan, men återfördes dit 1971 och ersattes av en replik gjord av den lokala stenmästaren Hans Olofsson i Sjöbo.
- Predikstolen inköptes 1825, men är tillverkad 1736. Denna predikstol kommer från Skartofta medeltidskyrka som drabbats av brand 1705 och som rivits 1839.
- Nuvarande altartavla målades 1936 av Hugo Gehlin från Helsingborg.

### Orglar
- Läktarorgeln är från 1902 och byggd av firman Salomon Molander & Co i Göteborg. Orgeln är mekanisk. Den har tidigare renoverats och ska under 1988 renoveras av Smedmans Orgelbyggeri AB, Lidköping. Den är bevarad i originalskick.

| Huvudverk I         | Svällverk II       | Pedal         | Koppel   |
| Borduna 16´         | Violinprincipal 8´ | Subbas 16´    | I/P      |
| Principal 8´        | Rörflöjt 8'        | Violoncell 8´ | II/P     |
| Flûte harmonique 8' | Salicional 8'      | Octava 4'     | II/I     |
| Gamba 8'            | Violin 4'          |               | I 4'/I   |
| Octava 4'           | Crescendosvällare  |               | II 16'/I |
| Octava 2'           |                    |               |          |
| Trumpet 8'          |                    |               |          |

#### Kororgel
- 1977 byggde Anders Persson Orgelbyggeri, Viken en kororgel med 5 stämmor. Orgeln är mekanisk. Den flyttades 1983 till Björka kyrka.

| Manual           | Pedal   |
| Gedackt 8'       | Bihängd |
| Principal 4'     |         |
| Rörflöjt 4'      |         |
| Waldflöjt 2' B/D |         |
| Kvinta 1 1/3'    |         |

- Under 1988 fanns ett instrument utlånat till kyrkan.
- Den nuvarande kororgeln är byggd av Smedmans Orgelbyggeri AB, Lidköping och invigdes 1991.

## Kyrkogård
En ny del på kyrkogården anlades 1977-1978 och består av norra delen för jordbegravningar, en urnlund, samt en minneslund. 1997 anlades Korslunden, som är en ask- och kistgravplats. Vid Korslunden finns en meditationsplats invid en damm. Utanför kyrkan, söder om vapenhuset, står en bronsskulptur föreställande den förlorade sonen. Den är gjord av Elsie Dahlberg-Sundberg och skänktes av Södra Åsums kyrkliga syförening år 1977.